# アッシュル・ナツィルパル2世

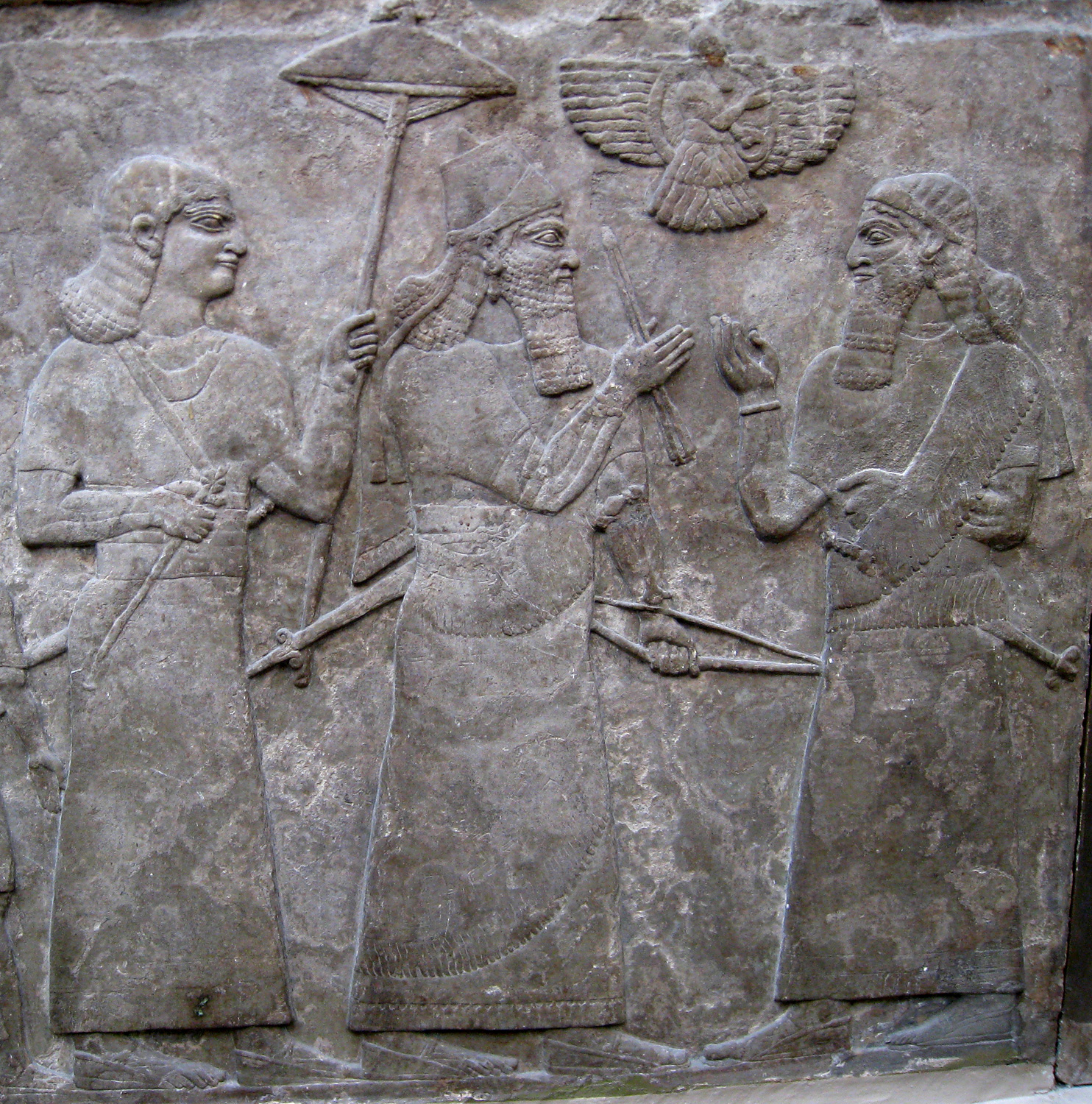
戦勝の後、アッシュル・ナツィルパル2世（中央）が高官と面会している様子を描いたレリーフ

アッシュル・ナツィルパル2世（Ashurnasirpal II、在位：前883年-前859年）は、古代メソポタミア地方の新アッシリア帝国の王。大規模な遠征を行い、新アッシリア帝国軍としては初めて地中海に到達。さらに小アジア地方を攻めて版図を広げた。征服した地域の反乱には、残酷に対処したことが記録されている。首都をアッシュルからカルフ（ニムルド）に遷した。
本来の名前はアッシュル・ナツィル・アプリ（Aššur-nāṣir-apli）であり、「アッシュル神は後継者の守護者」を意味する。

## 概要
アッシュル・ナツィルパル2世は、前883年に父トゥクルティ・ニヌルタ2世の跡を継いで王となった。アッシュル・ナツィルパル2世の父はトゥクルティ・ニヌルタ2世、王妃はムリッス・ムカンニシャト・ニヌア、後継者は彼の息子シャルマネセル3世である。
治世中に、彼は大規模な遠征に乗り出した。最初の遠征は小アジアでウラルトゥ（ナイリ）に至るまでの北方の人々を征服し、フリュギアから貢納を取り立て、その後、アラム地方（現代のシリア）に侵攻してアラム人と、ハブール川とユーフラテス川の間の新ヒッタイトの人々を征服した。
彼はその残酷さで有名であり、反乱の呼び水にもなったが、2日間の戦いの後、この反乱は決定的に撃破された。彼の記念碑文ではこの虐殺を思い返して次のように語っている。
| 「 | 余は彼らを老いも若きも捕虜とした。彼らの幾人かの手足を余は切り落とした。余は他の者の耳、鼻、唇を切り落とした。若者たちの耳で余は塚を築いた。老人たちの頭で余は塔を建てた。余は戦勝の記念として彼らの頭を彼らの都市の前に晒した。男児と女児たちを余は炎の中で焼いた。彼らの都市を余は破壊し、焼き払った。 | 」 |

この勝利の後、彼は抵抗を受けることなく地中海まで進み、フェニキアから貢納を取り立てた。本国に戻ると、彼は首都をカルフ（ニムルド）に遷した。捕虜奴隷をメソポタミアに建設されたアッシリアの新首都カルフ（ニムルド）の建設に用い、ここに多くの印象的なモニュメントを建設した。彼によって建設された宮殿、神殿、その他の建造物により、相当な富の拡大と芸術的な発展があったことが示唆されている。
彼はまた鋭敏な管理者でもあり、現地支配者の貢納に頼るのではなくアッシリア人の総督を任命することで帝国内に大きな支配を確立した。

## 遠征

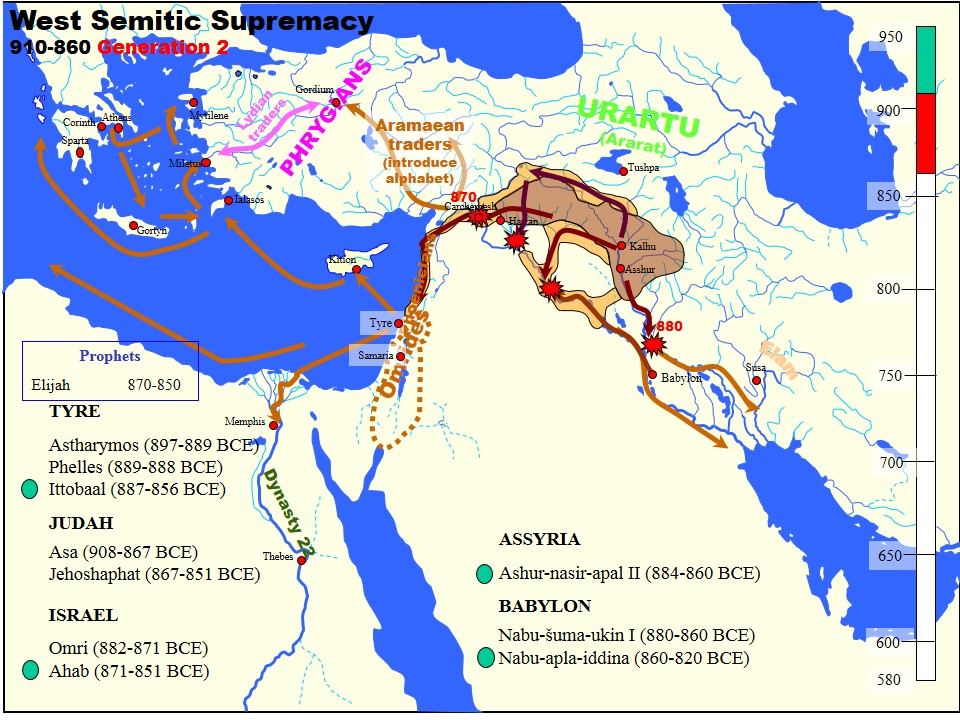
アッシュル・ナツィルパル2世の遠征とその時代。

それまでのアッシリアの君主たちのように、アッシュル・ナツィルパル2世はユーフラテス川沿いでアラム人に、ディヤラ川沿いでバビロンに遠征を行った。反逆者に対するアッシュル・ナツィルパル2世の残酷な取り扱いによって、アッシリア軍が不在でも彼らは再び反乱を起こすことはなくなった。更なる反乱を起こせば、現地の支配者がアッシリア王に忠実な総督へと挿げ替えられるだけであった。基本的には歩兵（補助軍と外国人を含む）、重騎兵および軽騎兵、そして戦車で構成される軍を率い、アッシュル・ナツィルパル2世は北部シリアのヒッタイト人とアラム人の国々を征服した。
アッシュル・ナツィルパル2世は、征服したフェニキア人やカナン人の都市を破壊することはなかった。彼はテュロスに対する包囲に失敗した。この都市はイトバアル1世の支配下でキュプロス島のキティオンに植民し、エーゲ海を通じてロドスとミレトスとの間に交易路を開いた。フェニキアからの貢納はアッシュル・ナツィルパル2世の軍事費と建築費の原資源となった。武器を作るために鉄が、建築にはレバノン杉が、軍隊への支払いには金と銀が必要であった。征服した人々について彼は次のように書いている。
余は彼らが放棄した町々と家々に彼らを再び住まわせた。余はそれまで以上に彼らに対して、ウマ、ラバ、ウシ、ヒツジ、葡萄酒、労役のような貢納と税を課した。

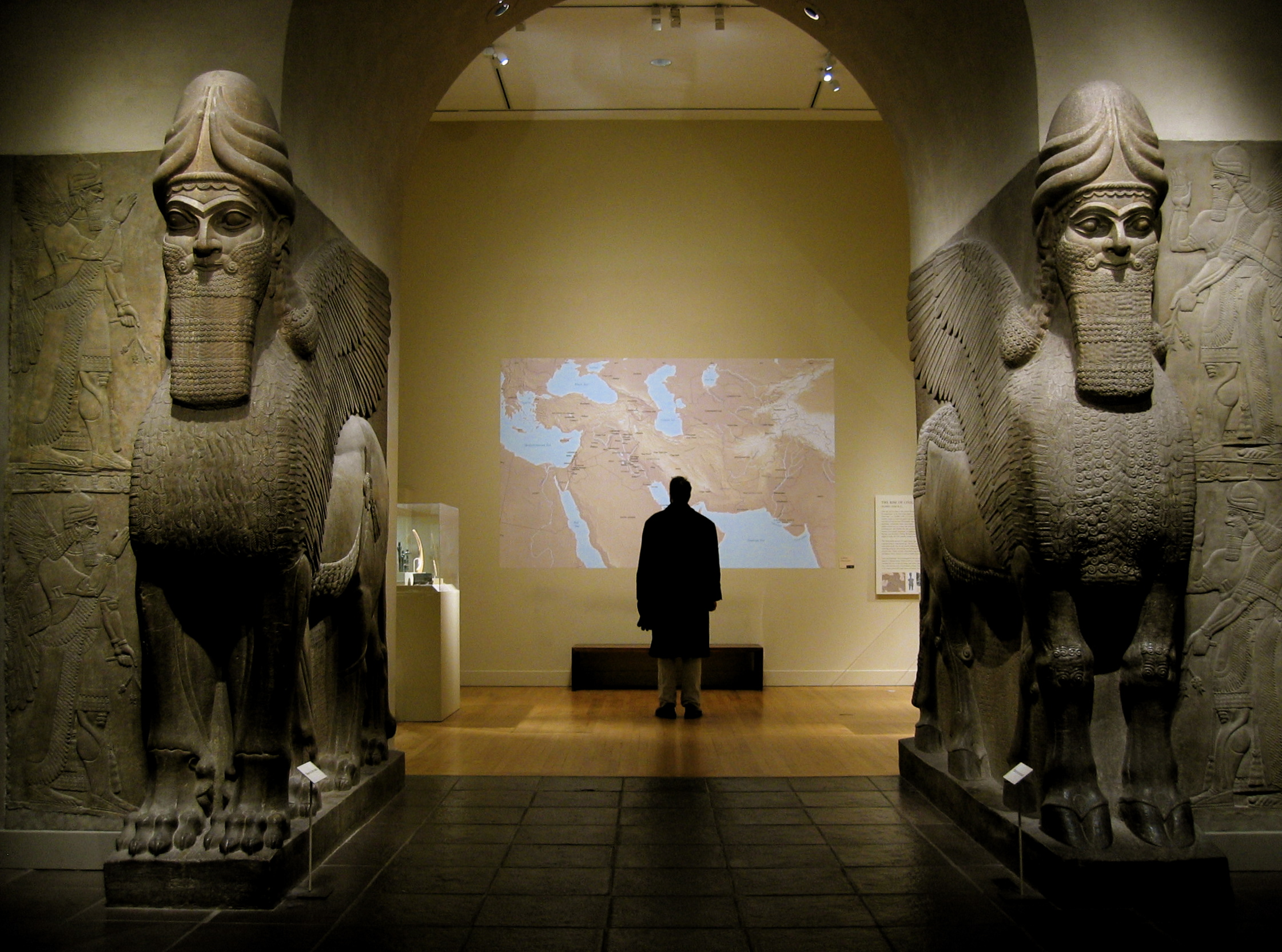
ニムルドで発見された一対のラマス。メトロポリタン美術館収蔵。

## カルフの宮殿
アッシュル・ナツィルパル2世の宮殿はカルフに建設され前879年に完成した。この都市は現在のイラク、バグダードのやや北方にある。宮殿の壁面にはアラバスター製のレリーフが並べられていた。これらのレリーフには精緻な彫刻が施されており、多くは有翼の守護霊（winged protective spirits）に囲まれたり、狩猟を行ったりしているアッシュル・ナツィルパル2世を描いている。それぞれには文書が刻まれていた。この碑文は各レリーフでほとんど同じであったため、基本の碑文（the Standard Inscription）と呼ばれている。これはアッシュル・ナツィルパル2世の系譜を3世代遡るところから始まり、彼の軍事的勝利と帝国の国境を画定したことを語り、彼がカルフを創建し、この宮殿を建設したことを伝えている。また、彼はニムルドに巨大な門を建設した。
イギリスの考古学者オースティン・ヘンリー・レヤードは1840年代にカルフを発掘し、アッシュル・ナツィルパル2世の北西宮殿を掘り出した。この発掘でニムルドから発見された多くのレリーフと彫刻は今日、ロンドンの大英博物館のギャラリーで展示されており、この中にはアッシュル・ナツィルパル2世像と黒色オベリスクが含まれている。別のレリーフはヨーロッパ（例えばミュンヘン）、日本及びアメリカ合衆国の博物館でも展示されている。

### ニムルドのレリーフ

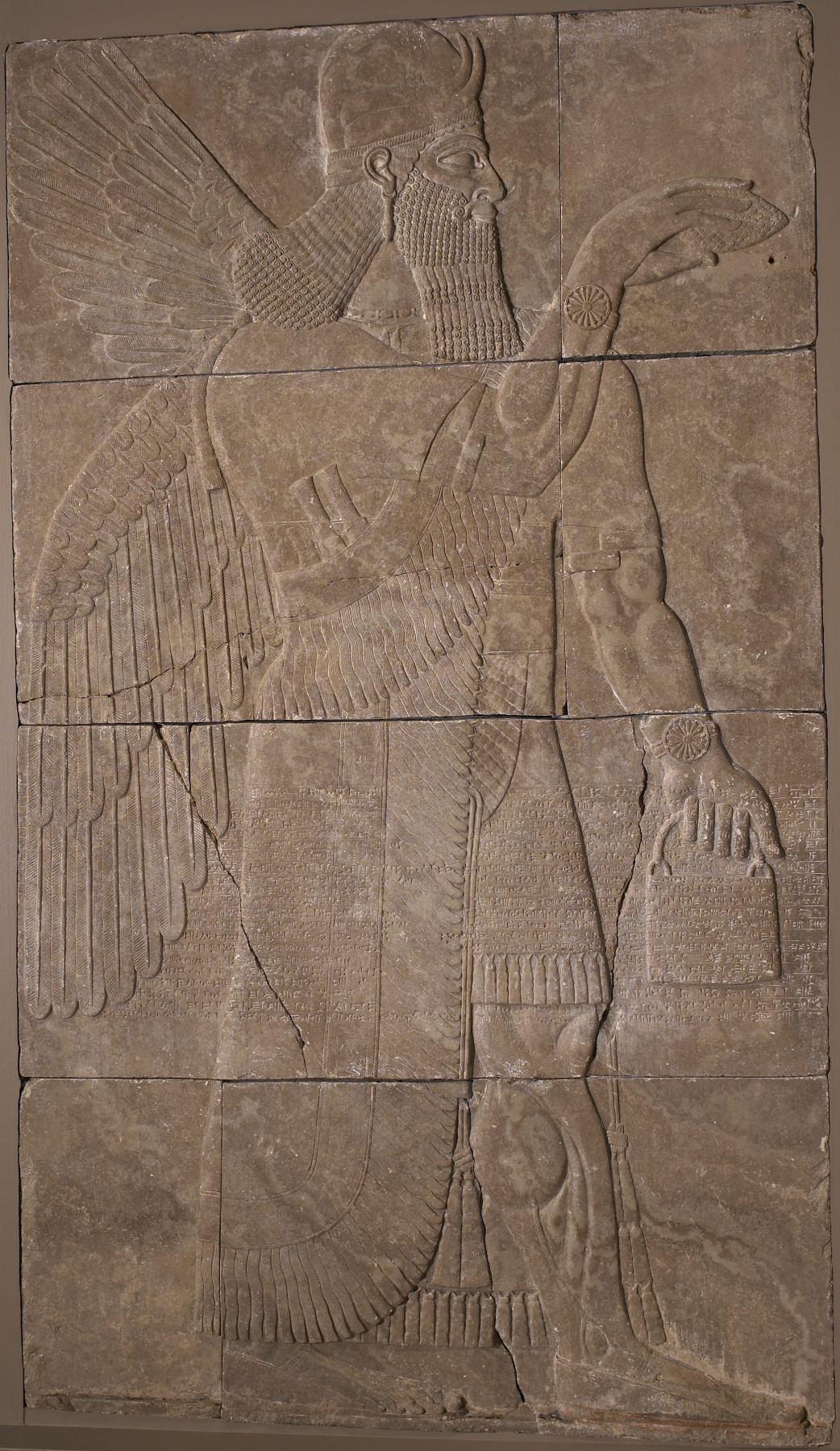
ニムルドから発見されたこのレリーフでは有翼の善霊が松かさを持ち王を祝福している。バルチモア、ウォルターズ美術館収蔵。

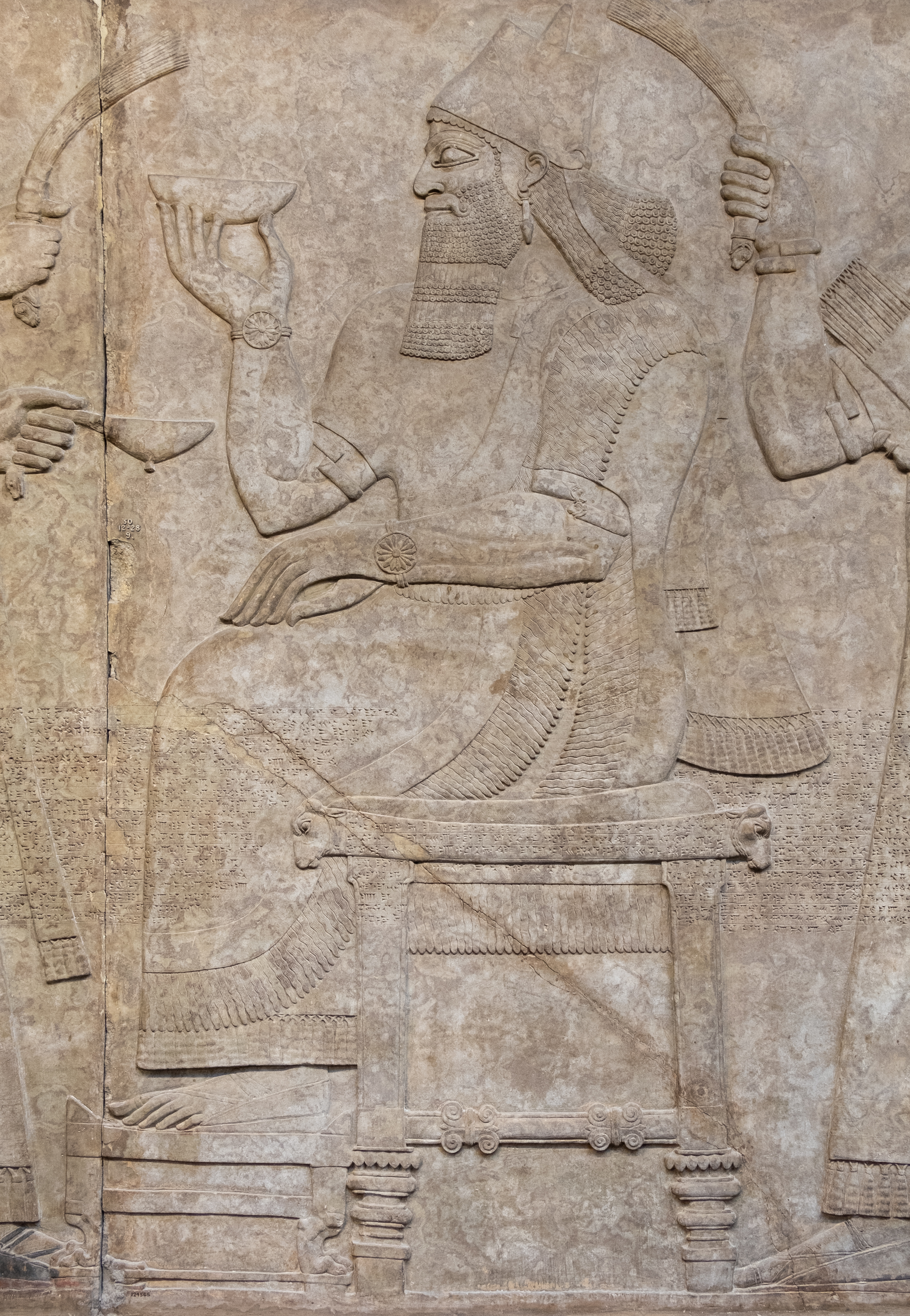
即位したアッシュル・ナツィルパル2世。

前612年にアッシリアが滅亡した後、アッシュル・ナツィルパル2世の宮殿は草木に埋もれ最終的には完全に土に埋もれた。2500年近い時を経て、1845年にイギリス出身のオースティン・ヘンリー・レヤードが埋没したままのこの都市を発見した。レヤードは宮殿の発掘を監督した。発掘の間に壁面を覆っていたレリーフは遺跡から剥がされ、コレクションとしてヨーロッパと北アメリカに送られ、特に大英博物館がその大部分を受け取った。この発掘で多くのレリーフが剥がされたが、それでも相当数は宮殿に残され、最終的には時と共に再埋納された。マックス・マローワンが1947年から1957年にかけてこの遺跡を再発掘した。この発掘プロジェクトは、この遺跡に対する法的な権利を有していたイラク考古省へと引き継がれた。判明している限りでは、宮殿の面積は南北200メートル、東西120メートルである。恐らくこれは元々の設計の一部分に過ぎず、上層階があった可能性もあるが、遺構に確固たる証拠は残されていない。宮殿の全ての壁には石の板が並び、大部分は浮彫で装飾されていた。

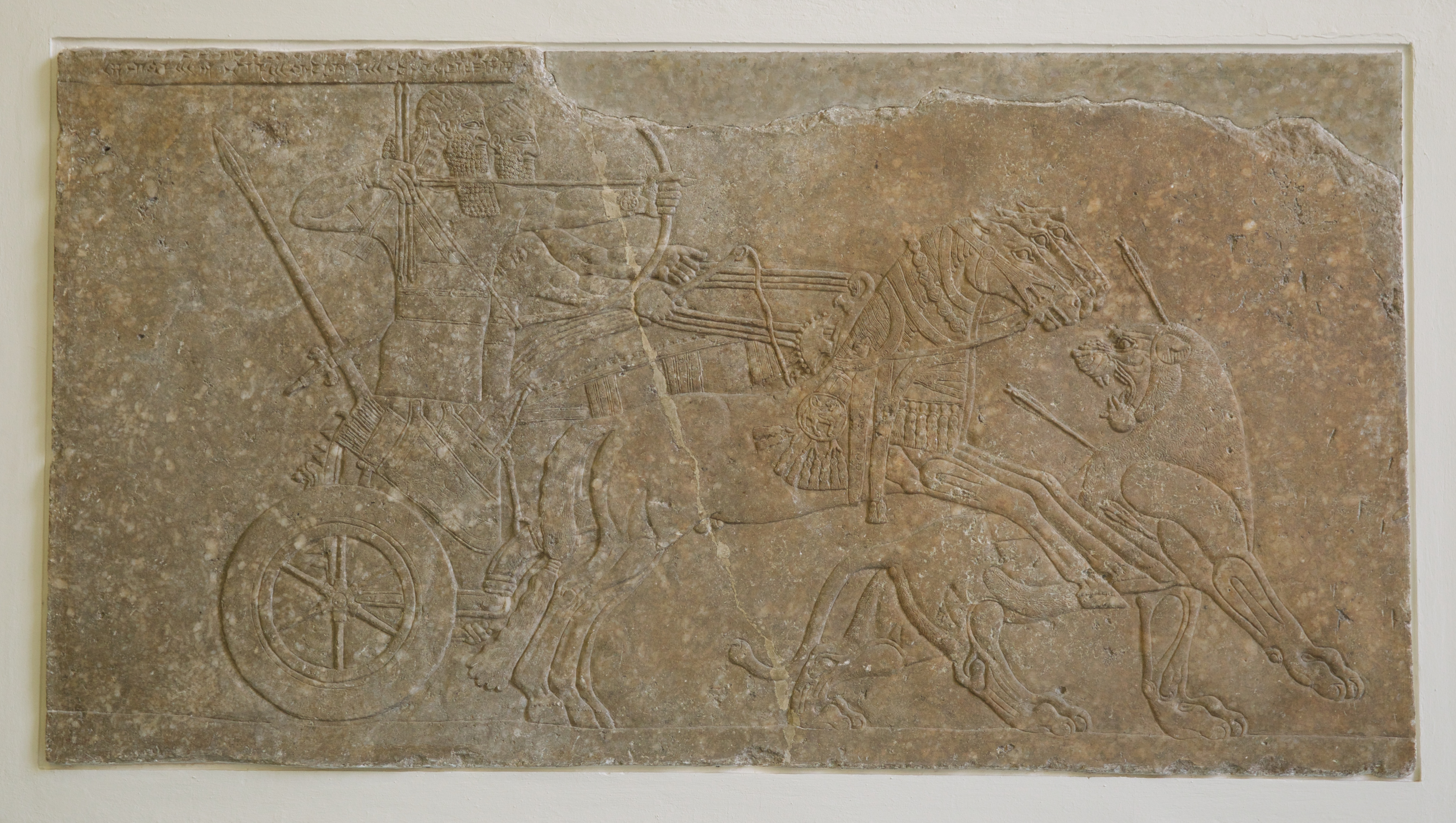
アッシュル・ナツィルパル2世の獅子狩り。ベルリン、ペルガモン美術館収蔵。

#### 象徴化と目的
これらのレリーフの図像は前870年代に一定程度、標準化された。レリーフが欠けたものも含めて、これらの石板には基本の碑文（the Standard Inscription）と呼ばれる文書が刻まれた。この文書においては、アッシュル・ナツィルパル2世の様々な名前と称号、彼と神々の関係が書かれているほか、彼の軍事的征服を要約して記してある。また、この文書では、カルフと宮殿そのものの創建についても説明している。レリーフが施された石板の内容は、アッシュル・ナツィルパル2世の王権イデオロギーの描写で構成されている。このイデオロギーはアッシュル・ナツィルパル2世の軍事的成功、彼の神々への奉仕、この神々が与える庇護、アッシリアの繁栄という、主に4つのテーマに分類できる。人間たちと動物たちはともに、とりわけ解剖学的に深い関心をもって描かれている。王による狩猟のシーンは、ニムルドのレリーフの中でも最も良く知られているジャンルの1つであり、特にアッシュル・ナツィルパル2世の獅子狩りが頻繁に描かれている。これらはまた、多くの場面において人間と動物の関係について関心を持って作られている。いくつかの王の絵は、動物と人間を組み合わせた超自然的な生物と共に描かれている。これら全ての、魔を祓う図像は宮殿の出入口の両脇を飾ってもおり、人間と動物の合成獣であった。これら魔除けの人物描写の仕方には神性を示す角冠を身に着けた有翼の人物、ロゼッタ文様のあるヘッドバンドを身に着けた有翼の人物、鳥の頭を持つ有翼の人物という、主に3種類のものがあった。

#### 繰り返される題材

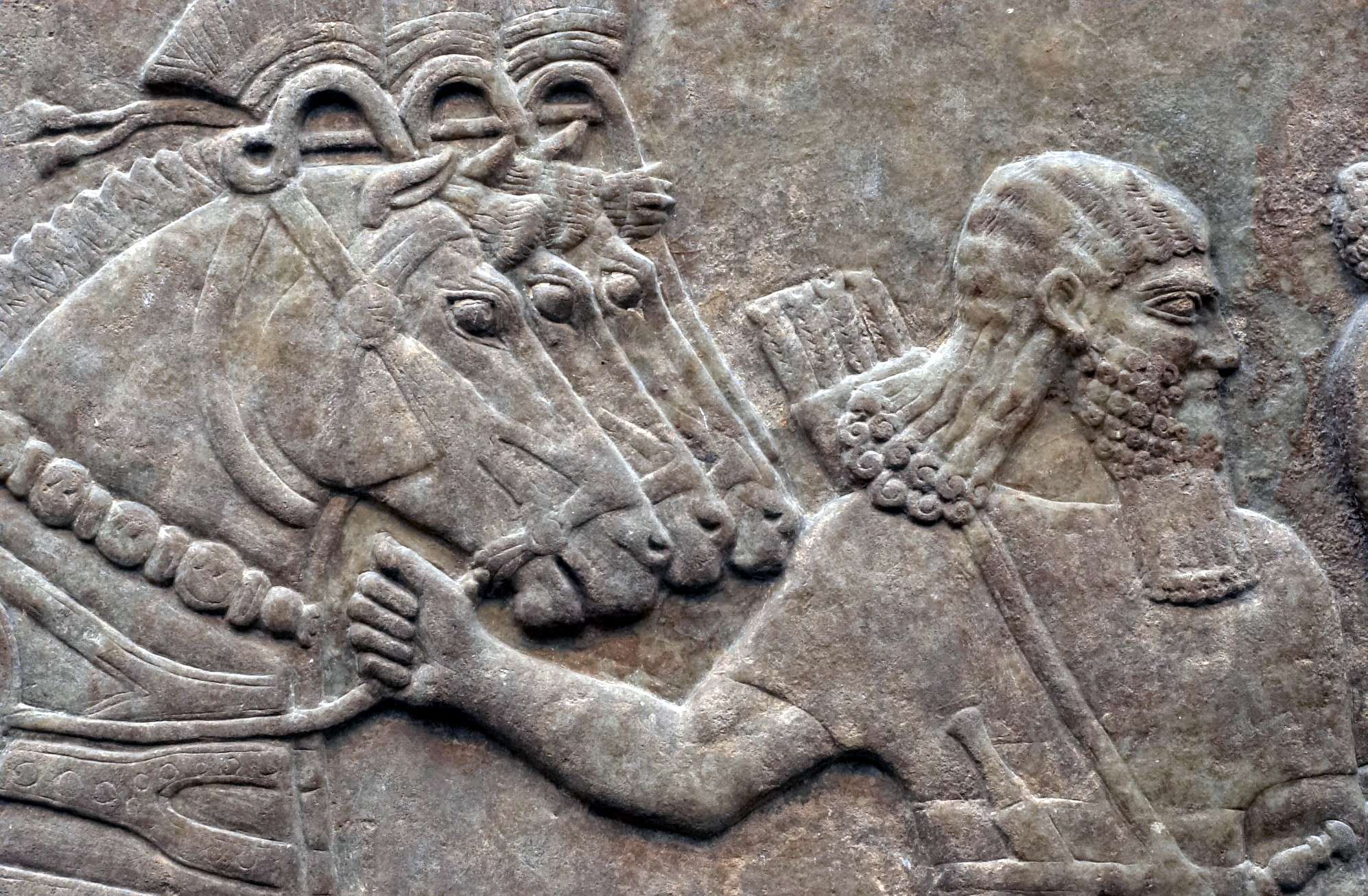
ニムルドのレリーフ。

ニムルドのレリーフで頻出するその他のテーマには、軍事的遠征とアッシリア人が獲得してきた勝利がある。これらは、より具体的にはアッシリア人と非アッシリア人の関係性を描いたものであった。アッシリア人は常に栄光の瞬間が描かれ、非アッシリア人は這いつくばっているか身をよじっており、しばしば裸である。これらの図像はアッシリアの価値判断に反したことに対する罰としての暴力的な死と罪に対する無慈悲な懲罰を表現している。これは他の地からやってきた要人に対する明確なメッセージであるだけでなく、アッシリアのエリートたちに対しても同様のメッセージを、即ち王に歯向かうことを決心した時に何が起きるかということを警告するものであったことは明白である。非エリートは、仮に宮殿への入場を許可されたとしてもこれらのレリーフを見ることはほとんどなかったかもしれない。通常、エリートたちは、王と共に行う儀式や商取引のためだけにこの宮殿に入った。これらのレリーフ彫刻にはアッシリアの女性たちは描写されない傾向にある。これは恐らく、このレリーフの主題が男性の支配する活動であったことによる。例外は、戦争中に奴隷として捕らわれた非アッシリア人の女性である。通常、彼女たちは下層階級ではなく、征服された土地の支配者階級の女性たちであった。男性捕虜とは対照的に、女性たちは拘束されておらず、裸ではない。多くの場合、女性捕虜は床まで届く衣服を着ており、細部では体の一部が露出しているものもある。

#### 遺跡の発掘後

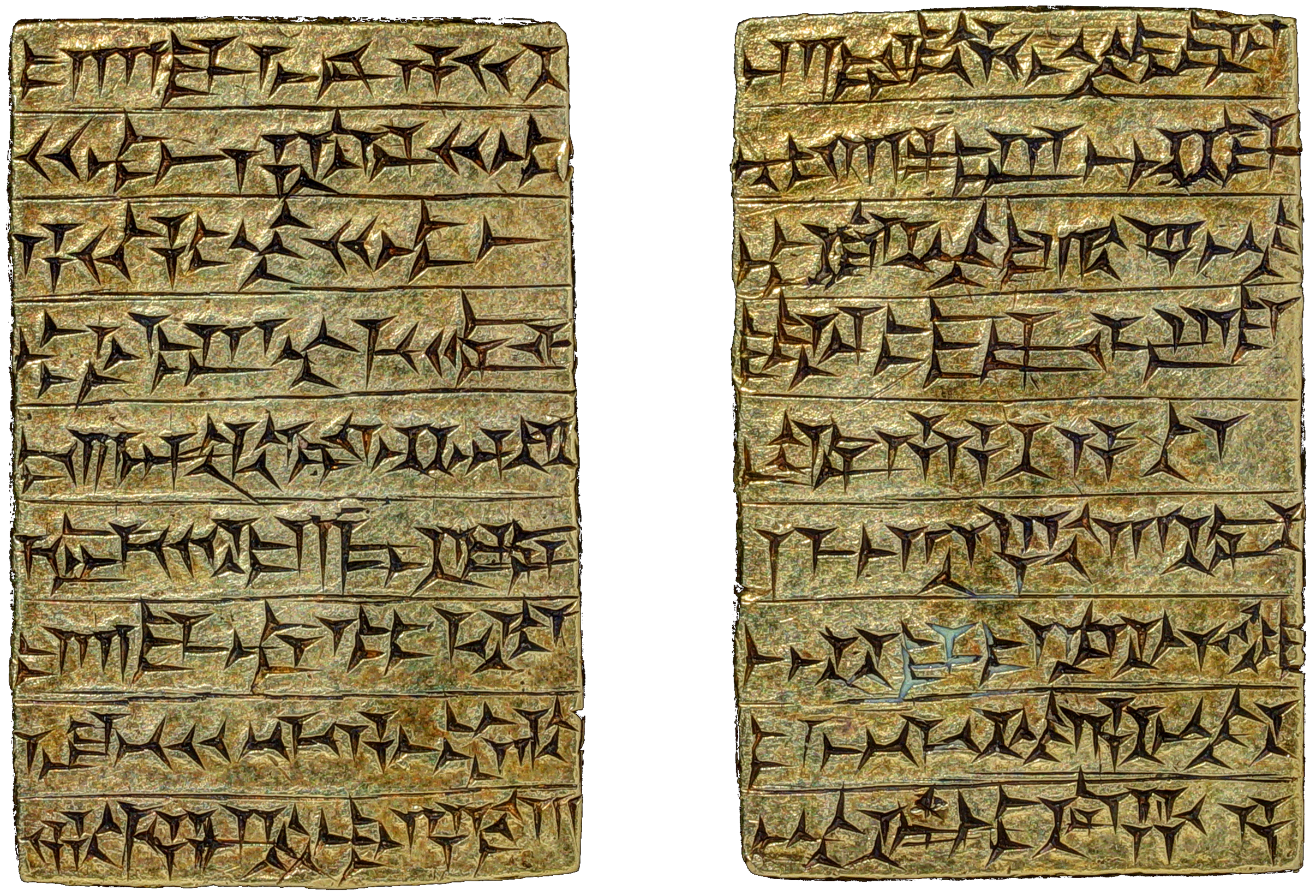
アプク（Apqu、現在のテル・アブー・マルヤ）のアッシュル・ナツィルパル2世の宮殿で発見された金の定礎碑文。

全てのレリーフがニムルドの宮殿から運ばれたわけではなく、数は非常に限られているものの、それらの多くは元の文脈で見ることができる。ニムルドのレリーフを展示する博物館では大抵、これらを元の場所と同じ形式で展示することで宮殿の雰囲気の再現を試みている。
2014年10月、ISIL（イスラム国）過激派はニムルドのアッシュル・ナツィルパル2世の宮殿を含むイラクの考古遺跡の多くを略奪し、遺品を闇市場に売却した。ロンドンに拠点を置くIraq Heritageの理事（director）Aymen Jawadによれば、「残念ながら、ヨーロッパとアメリカにおいて粘土板文書、写本、楔形文字文書は最も一般的に取引される遺物である」。彼は「数億ドルの価値があるかけがえのない作品が売却され、テロリストの資金源となっている」と言う。

## ニムルドのレリーフの現在の所在地
アメリカ合衆国

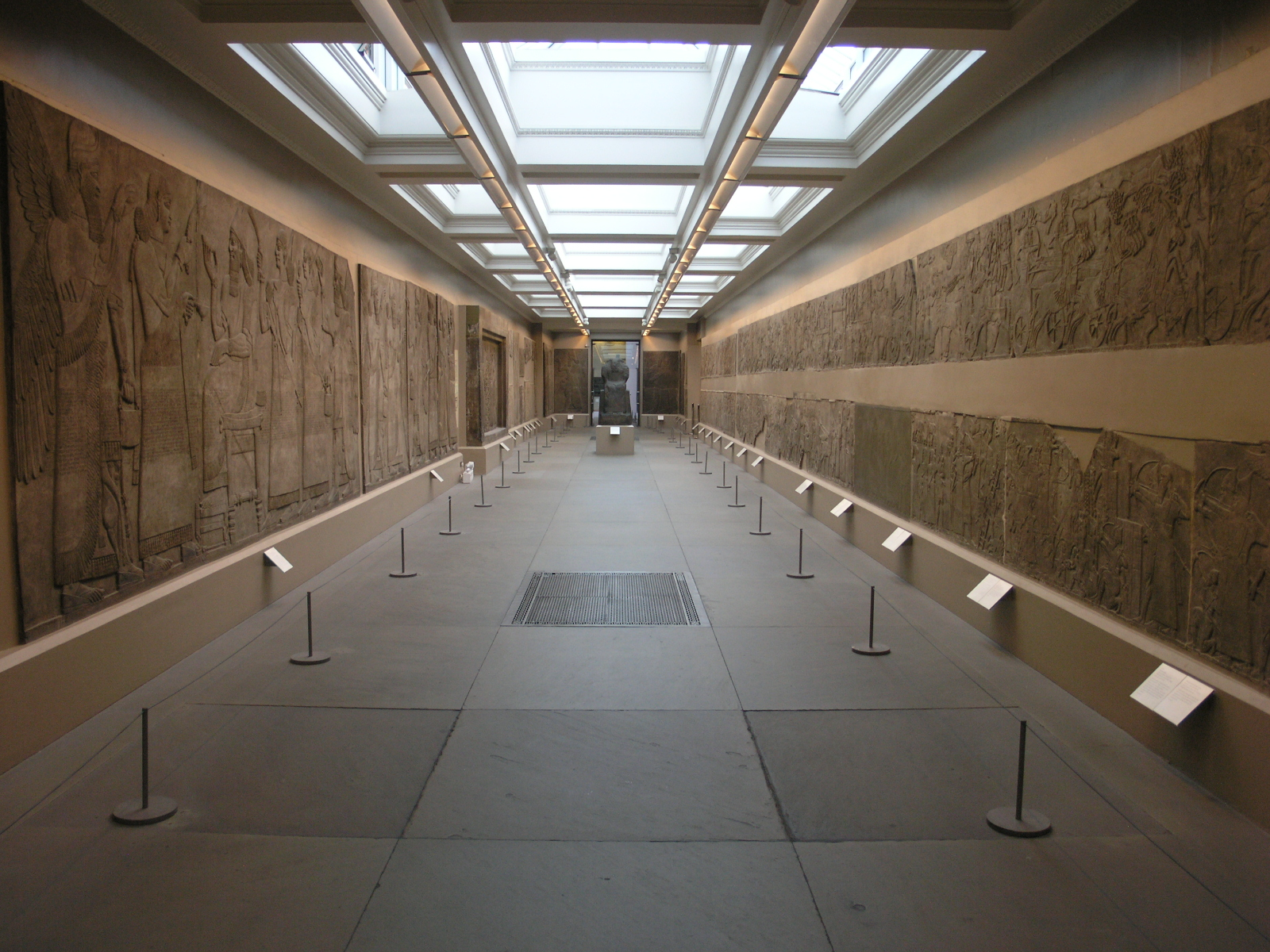
大英博物館で展示されている北西宮殿（the north west palace）のレリーフ。

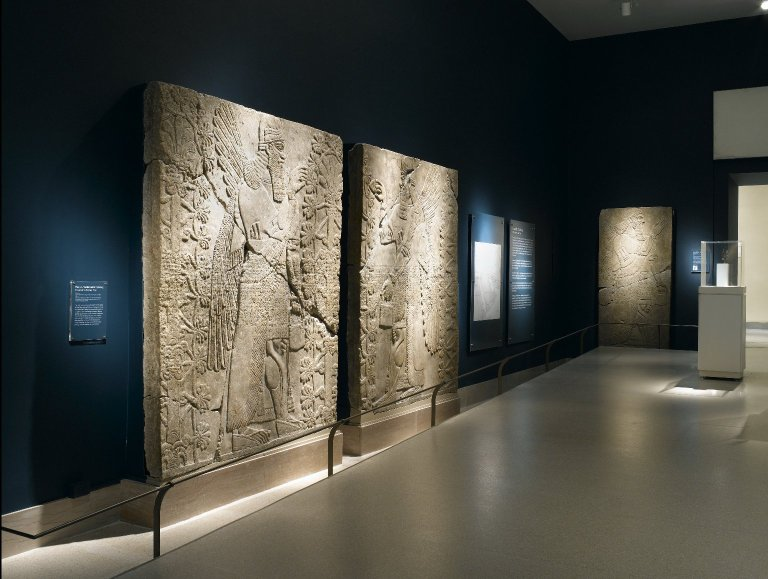
ブルックリン美術館収蔵のニムルドのレリーフ。

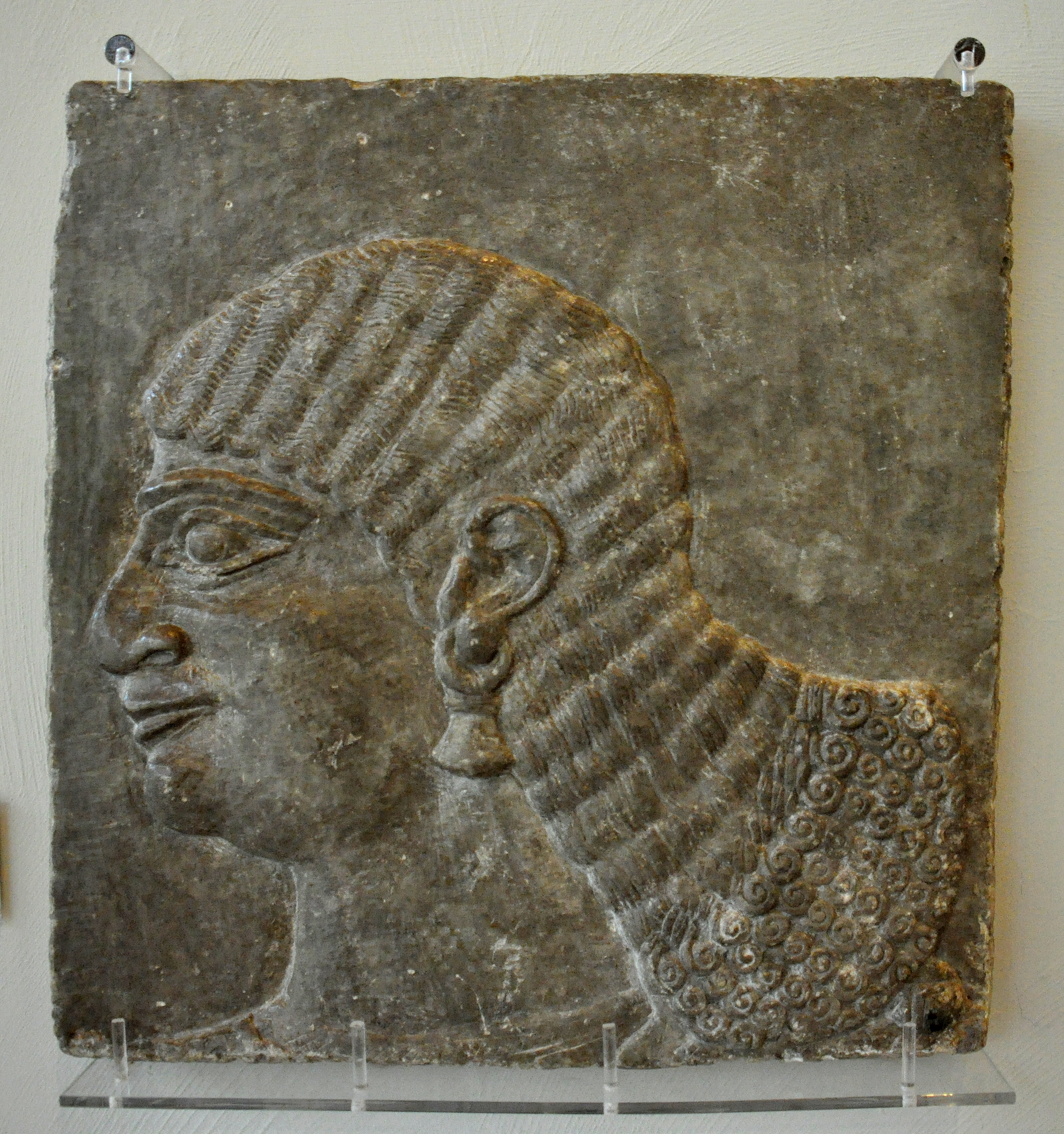
王の従者の東部。イラク、ニムルドの北西宮殿で発見。アッシュル・ナツィルパル2世治世中（前883年-前859年）。イギリス、グラスゴー、バレル・コレクション。

- ミネソタ州、ミネアポリス美術館 - Winged Genius
- ニュージャージー州、プリンストン大学美術館 - Winged Genius
- コネチカット州、イェール大学美術館（英語版） - items of the collection
- イリノイ州、シカゴ大学東洋研究所（英語版） - reliefı
- マサチューセッツ州、アマースト、ミード美術館（英語版）
- マサチューセッツ州、ウィリアムズタウン、ウィリアムズ大学美術館（英語版）
- マサチューセッツ州、ボストン美術館
- ニューヨーク州、ブルックリン美術館
- ニューヨーク州、メトロポリタン美術館 - items of the collection
- ニューハンプシャー州、ハノーヴァー、フッド美術館（英語版）
- メリーランド州、ボルチモア、ウォルターズ美術館
- テキサス州、ヒューストン美術館
- テキサス州、フォートワース、キンベル美術館
- ミズーリ州、セントルイス美術館
- ミズーリ州、カンザスシティ、ネルソン・アトキンス美術館
- バーモント州、バーリントン、フレミング美術館（英語版）
- メイン州、ブランズウィック、ボードイン大学美術館（英語版）
- カリフォルニア州、サンフランシスコ美術館（英語版）、Palace of the Legion of Honor
- カリフォルニア州、ロサンゼルス・カウンティ美術館

イギリス
- ロンドン、大英博物館
- ケンブリッジ、フィッツウィリアム美術館
- エディンバラ、スコットランド国立博物館
- グラスゴー、バレル・コレクション（英語版）

ヨーロッパ
- ドイツ、ベルリン、ペルガモン美術館
- ドイツ、ミュンヘン、州立エジプト美術収集館（英語版）
- ドイツ、ドレスデン、Skulpturensammlung
- ポルトガル、リスボン、グルベンキアン美術館（英語版）
- ベルギー、ブリュッセル、ベルギー王立美術歴史博物館（英語版）

中東
- イラク、スレイマニヤ博物館（英語版）
- イラク、アルビール文明博物館（英語版）
- トルコ、イスタンブール考古学博物館、古代オリエント美術館

## 読書案内
- Brinkman, J.A. (1968). A Political History of Post-Kassite Babylonia, 1158–722 BC. Rome: Pontificium Institutum Biblicum
（『後期カッシート時代のバビロニアの政治史：紀元前1158年～紀元前722年』（著：Ｊ・Ａ・ブリンクマン、1968年、教皇聖書研究所（ローマ）））
- Crawford, Vaughn E. (1980). Assyrian reliefs and ivories in the Metropolitan Museum of Art: palace reliefs of Assurnasirpal II and ivory carvings from Nimrud. New York: The Metropolitan Museum of Art. ISBN 0870992600
（『メトロポリタン美術館収蔵の、アッシリアの浮き彫りと象牙：ニムルドから出土した、アッシュル・ナツィルパル２世の宮殿の浮き彫りと象牙の彫刻』（著：ヴォーン・Ｅ・クロフォード、1980年、メトロポリタン博物館））
- Grayson, Albert Kirk (1972). From Tiglath-pileser I to Ashur-nasir-apli II. Assyrian Royal Inscriptions. 2. Wiesbaden: Otto Harrassowitz
（『ティグラト・ピレセル１世からアッシュル・ナツィルパル２世まで：アッシリア王の碑文』（著：アルバート・カーク・グレイソン、1972年、オット・ハラソヴィッツ出版（ドイツ）））
- Mallowan, Max Edgar Lucien (1966). Nimrud and Its Remains. London: Collins
（『ニムルドとその遺跡』（著：マックス・エドガー・ルーシェン・マロワン、1966年、コリンズ出版（英国）））
- Olmstead, Albert T. (1918). “The Calculated Frightfulness of Ashur Nasir Apal”. Journal of the American Oriental Society 38:  209–263. doi:10.2307/592609. hdl:2027/pst.000020023782. JSTOR 592609.
（アメリカ東洋学会誌第38号（1918年）、209～263ページに収録されている『アッシュル・ナツィルパルの、計算された恐怖』（著：アルバート・Ｔ・オルムステッド））
- Reade, Julian E. (1980). “Assyrian Architectural Decoration”. Baghdader Mitteilungen 10/11:  71–87.
（ドイツ考古学協会誌『バグダッド会報』第10/11号（1980年）p.71-87に収録されている『アッシリアの建築装飾』（著：ジュリアン・Ｅ・リード））
- Stearns, Joseph Barker (1961). Reliefs from the Palace of Ashurnasirpal II. Graz: Ernst F. Weidner
（『アッシュル・ナツィルパル２世の宮殿から出土した浮き彫り』（ジョセフ・バーカー・スターンズ、1961年、自費出版））